# Anatol Barankiewicz
Anatol Ihnatawicz Barankiewicz (biał. Анатоль Ігнатавіч Баранкевіч, ros. Анатолий Игнатьевич Баранкевич (ur. 11 października 1932 w Trościwcu, zm. 8 października 2000) – radziecki lotnik wojskowy, generał major lotnictwa; białoruski polityk, w latach 1994–2000 przewodniczący Białoruskiej Partii Patriotycznej, w latach 1992–1994 zastępca przewodniczącego Związku Oficerów Republiki Białorusi; dziennikarz, zastępca redaktora naczelnego gazety „Sławianskij Nabat”.

## Życiorys
Urodził się 11 października 1932 we wsi Trościwiec, w rejonie bychowskim obwodu mohylewskiego Białoruskiej SRR, ZSRR. W 1954 roku ukończył Batajską Szkołę Lotnictwa Myśliwskiego im. A. Sierowa, w 1974 roku – Wojskową Akademię Obrony Powietrznej im. G. Żukowa. W latach 1954–1965 służył w Siłach Zbrojnych ZSRR jako pilot, starszy pilot, dowódca klucza, zastępca dowódcy eskadry. W latach 1965–1973 był zastępcą dowódcy pułku, dowódcą pułku. W latach 1973–1977 pełnił funkcję zastępcy dowódcy korpusu obrony przeciwlotniczej. W latach 1977–1978 był kierownikiem inspekcji lotnictwa myśliwskiego ds. bezpieczeństwa lotów w Ministerstwie Obrony ZSRR. W 1978 roku uzyskał stopień generała majora lotnictwa. W latach 1978–1980 pełnił funkcję zastępcy dowódcy samodzielnej armii obrony przeciwlotniczej. W latach 1980–1982 był zastępcą dowódcy sił powietrznych Dalekowschodniego Okręgu Wojskowego. W latach 1982–1983 pracował jako doradca dowódcy sił powietrznych Wietnamu. W latach 1983–1989 pełnił funkcję zastępcy dowódcy sił powietrznych Białoruskiego Okręgu Wojskowego. W 1989 roku przeszedł w stan spoczynku (według innego źródła służył w Siłach Zbrojnych ZSRR w latach 1952–1990).
W latach 1989–1992 (według innego źródła: 1990–1992) pracował jako kierownik Wydziału Naukowo-Metodycznego Sztabu Obrony Cywilnej Białoruskiej SRR (od 1991 roku – Republiki Białorusi). Od 1991 roku brał aktywny udział w życiu społecznym i politycznym Wspólnoty Niepodległych Państw. W latach 1992–1997 był prezesem koncernu budowlanego. Następnie pracował jako zastępca redaktora naczelnego gazety „Sławianskij Nabat”. Był jednym z inicjatorów utworzenia Związku Oficerów Republiki Białorusi, a w latach 1992–1994 zasiadał na stanowisku zastępcy przewodniczącego tej organizacji. Od 1994 roku do końca życia pełnił funkcję przewodniczącego Białoruskiej Partii Patriotycznej (BPP), która w ostatnich latach jego życia konsekwentnie i aktywnie wspierała politykę przywódcy Białorusi Alaksandra Łukaszenki. 11 września 2000 roku został wyznaczony na przedstawiciela BPP w Centralnej Komisji ds. Wyborów i Referendów. Zmarł 8 października 2000 roku. 11 października miało miejsce jego pożegnanie w Centralnym Domu Oficerów w Mińsku i pogrzeb cywilny.

## Prace
- Czest′ imieju. Mińsk: 1977. (ros.). Brak numerów stron w książce

## Odznaczenia
- Zasłużony Lotnik Wojskowy ZSRR (ZSRR, 1977[2]);
- Order Czerwonej Gwiazdy (ZSRR)[2] (według innego źródła: trzy Ordery Czerwonego Sztandaru[3]);
- Order „Za służbę Ojczyźnie” II klasy[2];
- Order Za Służbę Ojczyźnie III klasy[2];
- 20 medali[2].

## Życie prywatne
Anatol Barankiewicz jest żonaty, ma dwoje dzieci.